# Kana Ichikawa
Kana Ichikawa (市川 華菜, Ichikawa Kana, 14 janvier 1991, Toyota) est une sprinteuse japonaise.
Elle est membre de l'équipe japonaise au relais 4 × 100 mètres aux Jeux olympiques d'été de 2012 ; l'équipe se classe 15e avec un temps de 44,25 au premier tour et ne se qualifie pas pour la finale.

## Compétitions internationales
| Représentante du Japon | Représentante du Japon                          | Représentante du Japon | Représentante du Japon | Représentante du Japon | Représentante du Japon |
| ---------------------- | ----------------------------------------------- | ---------------------- | ---------------------- | ---------------------- | ---------------------- |
| 2010                   | Championnats du monde juniors d'athlétisme 2010 | Moncton                | 8e                     | 200 m                  | 24.09                  |
| 2010                   | Championnats du monde juniors d'athlétisme 2010 | Moncton                | 13e (h)                | 4 × 100 m              | 45.78                  |
| 2010                   | Championnats du monde juniors d'athlétisme 2010 | Moncton                | 14e (h)                | 4 × 400 m              | 3:50.65                |
| 2011                   | Championnats d'Asie d'athlétisme 2011           | Kobe                   | 5e (h)                 | 100 m                  | 11.761                 |
| 2011                   | Athlétisme à l'Universiade d'été de 2011        | Shenzhen               | 19e (qf)               | 100 m                  | 12.00                  |
| 2012                   | Jeux Olympiques                                 | Londres                | 15e (h)                | relai 4 × 100 m        | 44.25                  |
| 2013                   | Jeux de l'Asie de l'Est                         | Tianjin                | 2e                     | relai 4 × 100 m        | 45.17                  |
| 2014                   | Relais mondiaux                                 | Nassau                 | 18th (h)               | Relai 4 × 100 m        | 44.66                  |
| 2014                   | Jeux asiatiques                                 | Incheon                | 3 rd                   | relai 4 × 100 m        | 44.05                  |
| 2014                   | Jeux asiatiques                                 | Incheon                | 2e                     | relai 4 × 400 m relay  | 3:30.80                |
| 2015                   | Relais mondiaux                                 | Nassau, Bahamas        | –                      | 4 × 100 m relay        | DQ                     |
| 2015                   | Relais mondiaux                                 | Nassau, Bahamas        | 2e (B)                 | relai 4 × 400 m        | 3:34.65                |
| 2015                   | Championnats d'Asie d'athlétisme                | Wuhan, Chine           | 5e                     | 200 m                  | 23.74                  |
| 2015                   | Championnats d'Asie d'athlétisme                | Wuhan, Chine           | 2e                     | relai 4 × 100 m        | 44.14                  |
| 2015                   | Championnats du monde d'athlétisme              | Pékin, Chine           | 13e (h)                | 4 × 400 m              | 3:28.91                |
| 2017                   | Championnats d'Asie d'athlétisme 2017           | Bhubaneswar, Inde      | 6e                     | 200 m                  | 23.68                  |
| 2017                   | Championnats d'Asie d'athlétisme 2017           | Bhubaneswar, Inde      | 2e                     | 4 × 400 m              | 3:37.74                |
| 2018                   | Jeux asiatiques                                 | Jakarta, Indonésie     | 15e (sf)               | 100 m                  | 12.01                  |
| 2018                   | Jeux asiatiques                                 | Jakarta, Indonésie     | 5e                     | 4 × 100 m              | 44.93                  |

1 N'a pas pris le départ de la finale

## Records personnels
Extérieur
- 100 mètres – 11,43 (+2,0 m/s, Hiroshima 2011)
- 200 mètres – 23,39 (-0,2 m/s, Osaka 2017)
- 400 mètres – 54,14 (Nagasaki 2014)

## Engagement contre le harcèlement sexuel
Alors qu'elle est devenue coach à l’Université Chūkyō, son alma mater, Kana Ichikawa dénonce et protège ses étudiantes contre les photographes qui prennent sans permission des photos sexualisées des athlètes lors des entraînements et des compétitions, une forme de harcèlement sexuel dont elle a été elle-même victime lors de sa carrière. 